# 9092 Nanyang
9092 Nanyang eller 1995 VU18 är en asteroid i huvudbältet som upptäcktes den 4 november 1995 av Beijing Schmidt CCD Asteroid Program vid Xinglong-observatoriet. Den är uppkallad efter den kinesiska staden Nanyang.
Asteroiden har en diameter på ungefär 17 kilometer och den tillhör asteroidgruppen Eos.